# Pheidole gigliolii
Pheidole gigliolii är en myrart som beskrevs av Menozzi 1935. Pheidole gigliolii ingår i släktet Pheidole och familjen myror. Inga underarter finns listade i Catalogue of Life.